# مالجورزاتا سزوموسكا
مالجورزاتا سزوموسكا (بالبولندية: Małgorzata Szumowska) (و. 1973  م) هي مخرجة أفلام، وكاتبة سيناريو بولندية، ولدت في كراكوف.

## التعليم
تعلمت في المدرسة الوطنية للأفلام في وودج.

## وصلات خارجية
- مالجورزاتا سزوموسكا على موقع IMDb (الإنجليزية)
- مالجورزاتا سزوموسكا على موقع مونزينجر (الألمانية)
- مالجورزاتا سزوموسكا على موقع قاعدة بيانات الأفلام العربية
- مالجورزاتا سزوموسكا على موقع قاعدة بيانات الأفلام العربية
- مالجورزاتا سزوموسكا على موقع ألو سيني (الفرنسية)
- مالجورزاتا سزوموسكا على موقع أول موفي (الإنجليزية)
- مالجورزاتا سزوموسكا على موقع قاعدة بيانات الأفلام السويدية (السويدية)
- مالجورزاتا سزوموسكا على موقع قاعدة بيانات الفيلم (الإنجليزية)
- مالجورزاتا سزوموسكا على موقع كينوبويسك (الروسية)